# Marian Rojas Estapé
Marian Rojas Estapé   (Madrid, 2 de novembre de 1983) és una psiquiatra madrilenya. Filla de l'economista Isabel Estapé Tous i el psiquiatre Enrique Rojas Montes, és doctora en Medicina i Psiquiatria. Es va llicenciar en Medicina i Cirurgia per la Universitat de Navarra. Des de l'any 2007 imparteix conferències sobre estrès i felicitat, educació, pantalla i xarxes socials, així com depressió i malalties somàtiques. El 2018 va publicar el llibre Com fer que et passin coses bones, del qual s'havien venut, el 2022, més de 350.000 exemplars. El 2022 treballava a l’Institut Espanyol d’Investigacions Psiquiàtriques, a Madrid. El 2021 va publicar Troba la teva persona vitamina.
Ha rebut el Reconeixement 8 de Març 2022 en la categoria Científica de la Comunitat de Madrid i el Premi EVAP 2022 a la Integritat que concedeix l'Associació d'Empresàries, Professionals i Directives de València.